# Francisco Jordán (sindicalista)
Francisco Jordán (13 de septiembre de 1886-Barcelona, 30 de junio de 1921) fue un anarcosindicalista de origen andaluz. Se estableció en Barcelona, donde trabajó como carpintero y militó en la Confederación Nacional del Trabajo (CNT). En el pleno nacional del 24 de agosto de 1916 resultó elegido Secretario general sustituyendo a Manuel Andreu Colomer. Ocupó el cargo hasta su dimisión tras haber sido detenido en 1917.

## Biografía
Nacido en 1886, de joven estuvo en Pinos Puente, en la provincia de Granada. Allí entró en la CNT. Más tarde se mudó a Barcelona, donde en varios escritos alentó a la desobediencia y a no ir a misa. Por estas publicaciones fue encerrado en una celda de castigo. En 1911 fue condenado a cuatro años de prisión por estar en posesión de explosivos. En 1916 fue elegido Secretario General de la CNT, cargo del que dimitió en febrero del año siguiente tras haber sido detenido por una supuesta resistencia a la autoridad.
Fue asesinado el 30 de junio de 1921 en las calles de Barcelona por los pistoleros del Sindicato libre.